# 卢卡·韦齐利奇
卢卡·韦齐利奇（1948年7月2日—），克罗地亚男子水球运动员。他曾代表南斯拉夫国家队参加1980年夏季奥林匹克运动会水球比赛，获得一枚银牌。